# Vaszílisz Dimitriádisz
Vaszílisz Dimitriádisz (görögül: Βασίλης Δημητριάδης; Szaloniki, 1966. február 1. –) görög válogatott labdarúgó.

## Pályafutása

### Klubcsapatban
1987 és 1991 között az Árisz Szaloniki csapatában játszott. 1991 és 1996 között az AÉK Athén játékosa volt, melynek tagjaként bajnokságot és kupát nyert, illetve 1992-ben és 1993-ban a gólkirályi címet is megszerezte. 1996 és 1997 között ismét a Árisz Szaloniki labdarúgója volt. 

### A válogatottban
1988 és 1994 között 28 alkalommal szerepelt a görög válogatottban és 2 gólt szerzett. Részt vett az 1994-es világbajnokságon.

## Sikerei, díjai
AÉK Athén
- Görög bajnok (3): 1991–92, 1992–93, 1993–94
- Görög kupagyőztes (1): 1995–96

Egyéni
A görög bajnokság gólkirálya (2): 1991–92 (28 gól), 1992–93 (33 gól)

## Külső hivatkozások
- Vaszílisz Dimitriádisz adatlapja a National-Football-Teams.com oldalon (angolul)

- Váiosz Karagiánisz (angol nyelven). FootballDatabase.eu
- Váiosz Karagiánisz (német nyelven). eu-football.info
- Vaszílisz Dimitriádisz adatlapja a worldfootball.net oldalon (angolul)